# Висбаденская обсерватория
Обсерватория Висбаден — общественная астрономическая обсерватория, основанная в начале XX века в городе Висбаден, Гессен, Германия. Находится под руководством «Астрономического общества УРАНИЯ Висбадена».

## Руководители обсерватории
- 1925—1962 — Кайзер, Франц — основатель и руководитель астрономического общества УРАНИЯ

## История обсерватории
Астрономическое общество УРАНИЯ было создано в 1925 году астрономом Францем Кайзером, который на тот момент уже имел опыт открытия астероидов. С 1945 по 1954 года обсерватория была в разрушенном состоянии. В 1976 году обсерватория переехала в новое здание.

## Инструменты обсерватории
- Апохроматический Hochleistungsrefraktor (D = 206 мм, F = 1575 мм) (1992 год)
- Рефрактор (D = 120 мм, F = 1800 мм) (наверно с 1925 года)
- Телескоп системы Максутова (D = 300 мм, F = 4800 мм) (1967 год)

## Адрес обсерватории
- С 1925 по 1945 и с 1954 по 1976 года — обсерватория располагалась в школе de:Oranienschule (Wiesbaden)
- С 1976 года — обсерватория располагается в школе de:Martin-Niemöller-Schule (Bierstadter Str. 47 in Wiesbaden)